# ギニア・シリ
シリ (Syli) は、1971年から1985年まで流通していた、ギニア共和国の通貨。1959年から1971年まで流通したのは旧ギニア・フランと呼ばれ、現在に至るまで流通しているのは新ギニア・フランである。